# Новая Белица (Светлогорский район)
Новая Белица  (бел. Новая Беліца) — деревня в Красновском сельсовете Светлогорского района Гомельской области Беларуси.
Поблизости расположено месторождение глины. На востоке граничит с лесом.

## География

### Расположение
В 37 км на северо-запад от Светлогорска, 35 км от железнодорожной станции Светлогорск-на-Березине (на линии Жлобин — Калинковичи), 147 км от Гомеля.

### Гидрография
На реке Березина (приток реки Днепр).

## Транспортная сеть
Рядом автодорога Бобруйск — Речица. Застройка двусторонняя, деревянная, усадебного типа.

## История
Выявленное археологами поселения эпохи неолита, которое датируется IV-II-м тысячелетиями до н. э. (в 100 м от хозяйственных построек на первой надпоймовой террасе правого берега Березины), свидетельствует о деятельности человека в этих местах с давних времён.
Современная деревня согласно письменным источникам известна с XIX века как селение в Паричской волости Бобруйского уезда Минской губернии. В 1931 году организован колхоз «Красная Березина», работала кузница. Планировка состоит из прямолинейной улицы, близкой к меридиональной ориентации, вдоль реки.

## Население

### Численность
- 2021 год — 32 жителя

### Динамика
- 1917 год — 152 жителя
- 1925 год — 26 дворов
- 1959 год — 148 жителей (согласно переписи)
- 2004 год — 31 хозяйство, 65 жителей
- 2021 год — 32 жителя

## Известные уроженцы
- Д. А. Лепёшкин — комиссара 1-й Бобруйской партизанской бригады во время Великой Отечественной войны.